# Закон Хая
Закон Хая (англ. Hy's law) — эмпирическая закономерность, согласно которой у пациента есть высокий риск летального лекарственного поражения печени (англ. drug-induced liver injury, DILI), если лекарство вызывает печеночно-клеточную, а не холестатическую желтуху. Закон основан на наблюдениях Хая Циммермана, крупного специалиста по лекарственным поражениям печени. Предлагается называть этот закон гипотезой или наблюдением.
Закон Хая состоит из трех частей:
- Лекарство вызывает печеночноклеточное нарушение, которое обычно проявляется как трех- или более кратное превышении верхнего предела нормы аланинаминотрансферазы или аспартатаминотрансферазы. Часто сопровождается гораздо большим (в 5-10 раз) превышением верхнего предела нормы аминотрансфераз.
- У больных с таким повышением аминотрансфераз также более чем в 2 раза превышен верхний предел нормы общего билирубина сыворотки, без застоя желчи (определяется как менее чем двукратное превышение верхнего предела нормы щелочной фосфатазы).
- Нет других причин подобной комбинации повышенных аминотрансфераз и общего билирубина сыворотки: вирусного гепатита, алкоголизма, ишемии, ранее выявленного заболевания печени или иного лекарства, способного вызвать наблюдаемое поражение.

В выборке Циммермана из 116 пациентов с медикаментозной печеночноклеточной желтухой 76% либо умерли, либо им потребовалась пересадка печени. Другие исследования показали меньшую, но все же значительную смертность в 10%.

## Список литературы
1. ↑  Reuben, Adrian. Hy's Law Explained. fda.gov (26 марта 2008). Дата обращения: 7 декабря 2016. Архивировано 24 октября 2016 года.
2. ↑  United States Department of Health and Human Services, Food and Drug Administration, Center for Drug Evaluation and Research (CDER) Center for Biologics Evaluation and Research (CBER): Guidance for Industry Drug-Induced Liver Injury: Premarketing Clinical Evaluation, Final, July 2009 Архивная копия от 22 августа 2017 на Wayback Machine
3. ↑  Robles-Diaz M, Lucena MI, Kaplowitz N, Stephens C, Medina-Cáliz I, González-Jimenez A, Ulzurrun E, Gonzalez AF, Fernandez MC, Romero-Gómez M, Jimenez-Perez M, Bruguera M, Prieto M, Bessone F, Hernandez N, Arrese M, Andrade RJ (July 2014), Use of Hy's law and a new composite algorithm to predict acute liver failure in patients with drug-induced liver injury, Gastroenterology, vol. 147, pp. 109–118, doi:10.1053/j.gastro.2014.03.050, PMID 24704526
4. ↑  Tansel A, Kanwal F, Hollinger FB (Aug 2015), Use of Hy's Law, R criteria, and nR criteria to predict acute liver failure or transplantation in patients with drug-induced liver injury., Gastroenterology, vol. 148, p. 452, doi:10.1053/j.gastro.2014.11.046, PMID 25532807
5. ↑  How can 'Hy's law' help the clinician?, Pharmacoepidemiology and Drug Safety, vol. 15, pp. 235–239, 2006-03-22, doi:10.1002/pds.1210, Архивировано 13 февраля 2018, Дата обращения: 12 февраля 2018 Источник. Дата обращения: 12 февраля 2018. Архивировано 13 февраля 2018 года.
6. ↑  Zimmerman, Hyman. Hepatotoxicity (неопр.). — 1999. — ISBN 0781719526.
7. ↑  Andrade, Raúl J.; Lucena, M. Isabel; Fernández, M. Carmen; Pelaez, Gloria; Pachkoria, Ketevan; García-Ruiz, Elena; García-Muñoz, Beatriz; González-Grande, Rocio; Pizarro, Angeles. Drug-induced liver injury: an analysis of 461 incidences submitted to the Spanish registry over a 10-year period (англ.) // Gastroenterology : journal. — 2005. — 1 August (vol. 129, no. 2). — P. 512—521. — ISSN 0016-5085. — doi:10.1016/j.gastro.2005.05.006. — PMID 16083708.
8. ↑  Björnsson, Einar; Olsson, Rolf. Outcome and prognostic markers in severe drug-induced liver disease (англ.) // Hepatology[англ.] : journal. — Wiley-Liss, 2005. — 1 August (vol. 42, no. 2). — P. 481—489. — ISSN 0270-9139. — doi:10.1002/hep.20800. — PMID 16025496.